# Insectivorous Plants

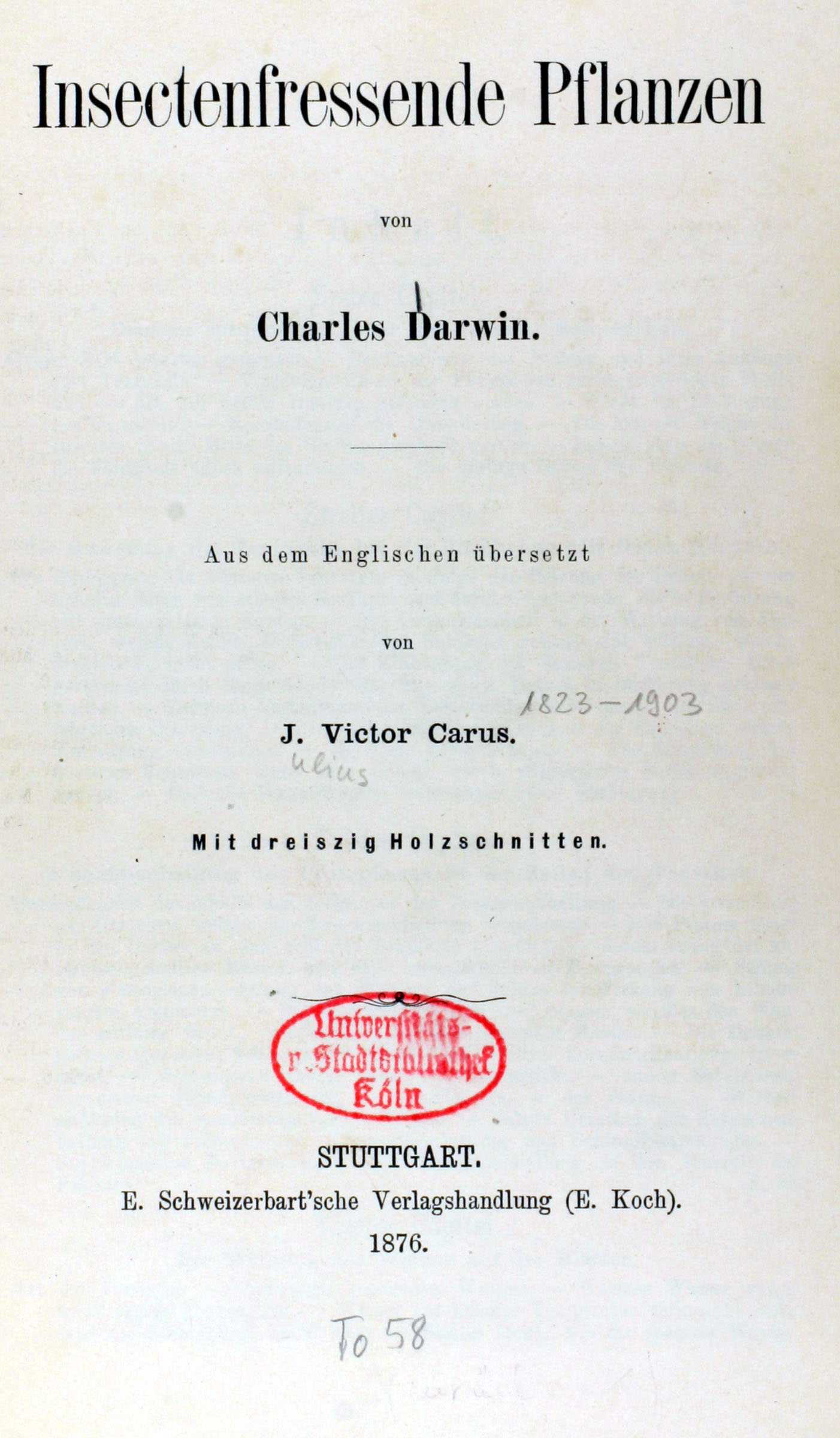
Okładka tłumaczenia niemieckiego (1876)

Insectivorous Plants (pol. Rośliny owadożerne) – książka brytyjskiego przyrodnika Charlesa Darwina, wydana 2 lipca 1875 w Londynie. Praca, stanowiąca jedną z serii publikacji Darwina poświęconych doborowi naturalnemu, omawia rośliny mięsożerne, ze szczególnym uwzględnieniem ich przystosowań do życia w trudnych warunkach. Ilustrowana jest przez samego Charlesa Darwina, a także jego synów: George'a i Francisa. Była to jedno z pierwszych publikacji wspartych dowodami naukowymi na temat owadożerności roślin. 
Darwin żywo interesował się roślinami drapieżnymi i współpracował w tym zakresie z Wiliamem M. Canby. Badacz ten nawiązał kontakt korespondencyjny z Darwinem w 1867 roku donosząc mu o swoich doświadczeniach z karmienia muchołówki (Dionaea) kawałkami mięsa. Canby mieszkając w pobliżu stanowisk muchołówki przeprowadzał nad nią obserwacje w warunkach naturalnych.
W pracy zrelacjonowane są doświadczenia Darwina i Canby'ego nad mechanizmami pobierania pokarmu przez różne rośliny mięsożerne. Darwin na wiele sposobów sprawdzał, jakie czynniki uaktywniają mechanizmy pułapkowe roślin, pobudzał rośliny podając im mięso lub szkło, dmuchając na liście-pułapki lub drażniąc je włosem. Stwierdził, że jedynie poruszające się zwierzę może wywołać reakcję rośliny, co uznał za przystosowanie ewolucyjne zapewniające oszczędzanie energii na złapanie zdobyczy. Bodźce, które przypuszczalnie nie wiążą się ze zdobyciem pokarmu, są ignorowane. Różnorodność mechanizmów roślin mięsożernych pozwalających im na schwytanie zdobyczy – jedne wykształciły specjalne pułapki zatrzaskowe, inne wydzielają lepkie płyny, obezwładniające niewielkie owady – jest przykładem presji doboru naturalnego.
Pierwsze wydanie dzieła miało podany nakład 3000 egzemplarzy. Jeszcze za życia autora zostało przetłumaczone na kilka języków: niemiecki (tłum. Julius Victor Carus), francuski (E. Barbier), włoski i rosyjski (W. Plemiannikow). Drugie wydanie ukazało się w 1889, po śmierci Darwina; zawierało adnotacje i przypisy sporządzone przez jego syna Francisa.
Mimo nagromadzenia wielu faktów potwierdzających mięsożerność roślin i mimo autorytetu Darwina, publikacja spotkała się z ostrą krytyką niektórych ówczesnych botaników. Eduard Regel na temat teorii Darwina o mięsożerności roślin napisał: 

Teoria ta należy do tych, z których śmiałby się każdy rozumny botanik. Jeśli Anglicy wierzą w tę teorię, czynią to tylko z pietyzmu dla Darwina.

## Wydania
- Insectivorous plants. London: John Murray 1875
- Insectivorous plants. New York: D. Appleton 1875
- Insectenfressende Pflanzen. 1876
- Les plantes insectivores 1877
- Insectivorous plants. 2d ed. Revised by Francis Darwin. London: John Murray 1888